# Michaił Czerkasow
Michaił Siergiejewicz Czerkasow (ros. Михаи́л Серге́евич Черка́сов, 1911–1992) – radziecki działacz partyjny i państwowy.

## Życiorys
Od 1944 należał do WKP(b), 1949 był sekretarzem Traktorozawodskiego Rejonowego Komitetu WKP(b) w Lipiecku, a 1949-1950 sekretarzem Komitetu Miejskiego WKP(b) w Lipiecku. W latach 1950–1953 był partyjnym organizatorem KC WKP(b)/KPZR fabryki traktorów w Lipiecku, 1953-1957 I sekretarzem Komitetu Miejskiego KPZR w Lipiecku, a od 1957 do stycznia 1963 II sekretarzem Lipieckiego Komitetu Obwodowego KPZR. Od stycznia 1963 do grudnia 1964 był I sekretarzem Lipieckiego Przemysłowego Komitetu Obwodowego KPZR, od grudnia 1964 do 1969 II sekretarzem Lipieckiego Komitetu Obwodowego KPZR, a od 1969 zastępcą przewodniczącego Komitetu Wykonawczego Tulskiej Rady Obwodowej.